# خط عذار یار که بگرفت ماه ازو
غزلی با مطلع «خطّ عذار یار که بگرفت ماه ازو»، غزل شمارهٔ ۴۱۳ از دیوانِ حافظ در تصحیحِ محمد قزوینی و قاسم غنی است.

## در دیگر آثار هنری
قطعه‌هایی خوشنویسی اثر سلطان محمد نور متعلق به سدهٔ ۹ و ۱۰ ه‍.ق با بیت‌هایی از غزل «ساقی بیار آبی از چشمه خرابات / تا خرقه‌ها بشوییم از عجب خانقاهی» و «خط عذار یار که بگرفت ماه از او / خوش حلقه‌ایست لیک به در نیست راه از او» در مرقع بهرام میزا به‌شمارهٔ H2154 و به‌سال ۹۵۱ ه‍.ق/۱۵۴۴ م موجود است. این مرقع در کتابخانهٔ توپکاپی‌سرای استانبول نگهداری می‌شود. این مرقع توسط دوست‌محمد کواشانی هروی و به‌دستور شاهزاده بهرام میرزا صفوی تهیه و تنظیم شده است و دست‌کم ۲۸ قطعه از سروده‌های حافظ که به‌دست خوشنویسان سدهٔ ۹ و ۱۰ ه‍.ق نوشته شده، در این قطعه جای دارد.